# Tachiaoi Cup femminile
La Coppa Tachiaoi femminile (女流立葵杯, Joryû Tachi-aoi hai), nota come Aizu Central Hospital Cup o Aidu Chuo Hospital Cup (会津中央病院杯, Aizu Chûô Byôin-hai) fino al 2017, è una competizione giapponese di Go riservata alle professioniste.
La competizione è stata inizialmente sponsorizzata dall'Aidu Chuo Hospital di Aizuwakamatsu allo scopo di promuovere il go femminile giapponese ai livelli internazionali. La borsa della vincitrice è di 7.000.000 yen (€ 56.000). A partire dalla quinta edizione la competizione ha preso il nome di Coppa Tachiaoi; tachiaoi è il nome giapponese della malvarosa, il fiore della città di Aizuwakamatsu. A partire dalla settima edizione, l'organizzazione è passata alla Nihon Ki-in, col sostegno del Mainichi Shinbun e la sponsorizzazione della fondazione Onchikai.
Tutte le professioniste giapponesi possono accedere ai tornei preliminari per la determinazione delle otto finaliste.
Nelle prime tre edizioni, per determinare la vincitrice si è utilizzato un sistema a eliminazione diretta a partita singola tra otto giocatrici. Nella quarta edizione, la finale si è disputata su tre partite. Dalla quinta edizione, il torneo a eliminazione diretta con finale al meglio delle tre partite serve a determinare la sfidante della detentrice del titolo.

## Albo d'oro
Torneo a eliminazione diretta con finale secca
| Edizione | Anno | Vincitrice           | Finalista           |
| -------- | ---- | -------------------- | ------------------- |
| 1.       | 2014 | Rina Fujisawa 2d     | Aya Okuda 3d        |
| 2.       | 2015 | O Keii 2d            | Xie Yimin Meijin f. |
| 3.       | 2016 | Xie Yimin Honinbo f. | Kikuyo Aoki 8d      |

Torneo a eliminazione diretta con finale al meglio delle tre partite
| Edizione | Anno | Vincitrice               | Risultato | Finalista      |
| -------- | ---- | ------------------------ | --------- | -------------- |
| 4.       | 2017 | Rina Fujisawa Honinbo f. | 2-1       | Xie Yimin Aidu |

Torneo preliminare a eliminazione diretta, finale al meglio delle tre partite
| Edizione | Anno | Vincitrice             | Risultato | Finalista                |
| -------- | ---- | ---------------------- | --------- | ------------------------ |
| 5.       | 2018 | Rina Fujisawa Tachiaoi | 2-1       | Xie Yimin Honinbo f.     |
| 6.       | 2019 | Rina Fujisawa Tachiaoi | 2-0       | Asami Ueno Kisei f.      |
| 7ª       | 2020 | Rina Fujisawa Tachiaoi | 2-0       | Ayumi Suzuki Kisei f.    |
| 8ª       | 2021 | Rina Fujisawa Tachiaoi | 2-0       | Asami Ueno Kisei f.      |
| 9ª       | 2022 | Asami Ueno Kisei f.    | 2-1       | Rina Fujisawa Tachiaoi   |
| 10ª      | 2023 | Asami Ueno Tachiaoi    | 2-1       | Rina Fujisawa Honinbo f. |
| 11ª      | 2024 | Asami Ueno Tachiaoi    | 2-0       | Mukai Chiaki             |
| 12ª      | 2025 | Asami Ueno Tachiaoi    | 2-1       | Rina Fujisawa Honinbo f. |